# 非洲羽須鵯
非洲羽須鵯（學名：Pycnonotus barbatus），又名園鵯、羽冠鵯或黑眼鵯，是鵯科下的一種鳥類。它們是留鳥，廣泛分佈在非洲。

## 特徵
非洲羽須鵯的喙較短及直。喙及腳都是黑色的，眼睛呈深褐色有深色的眼環。它們的上身大部份呈灰褐色，下身呈白褐色，頭部深色，冠尖而呈深色，兩頰黑色。它們長約18厘米，尾巴很長。雄鳥及雌鳥的羽毛顏色相似。

## 棲息地及繁殖

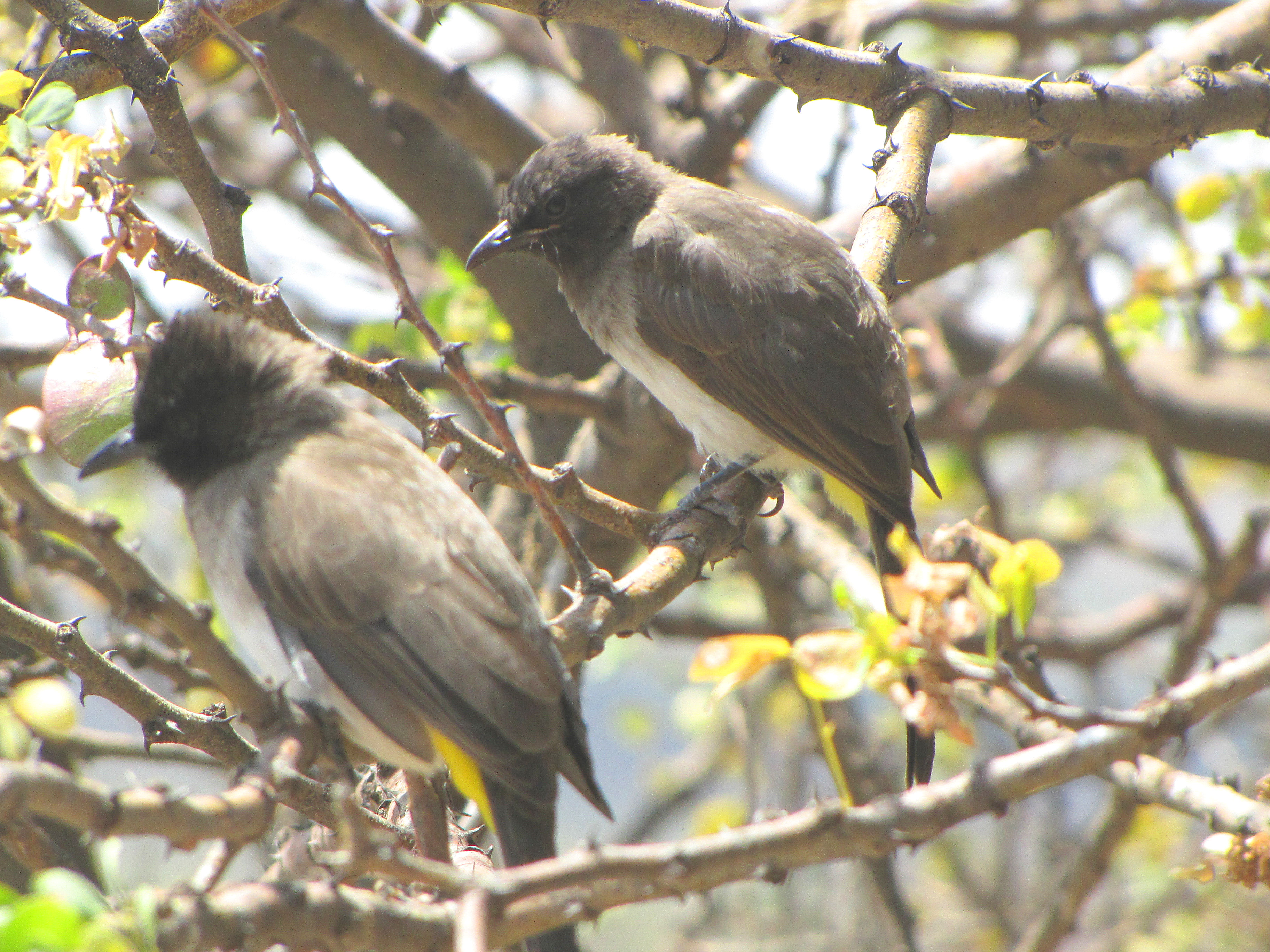
成鳥及雛鳥。

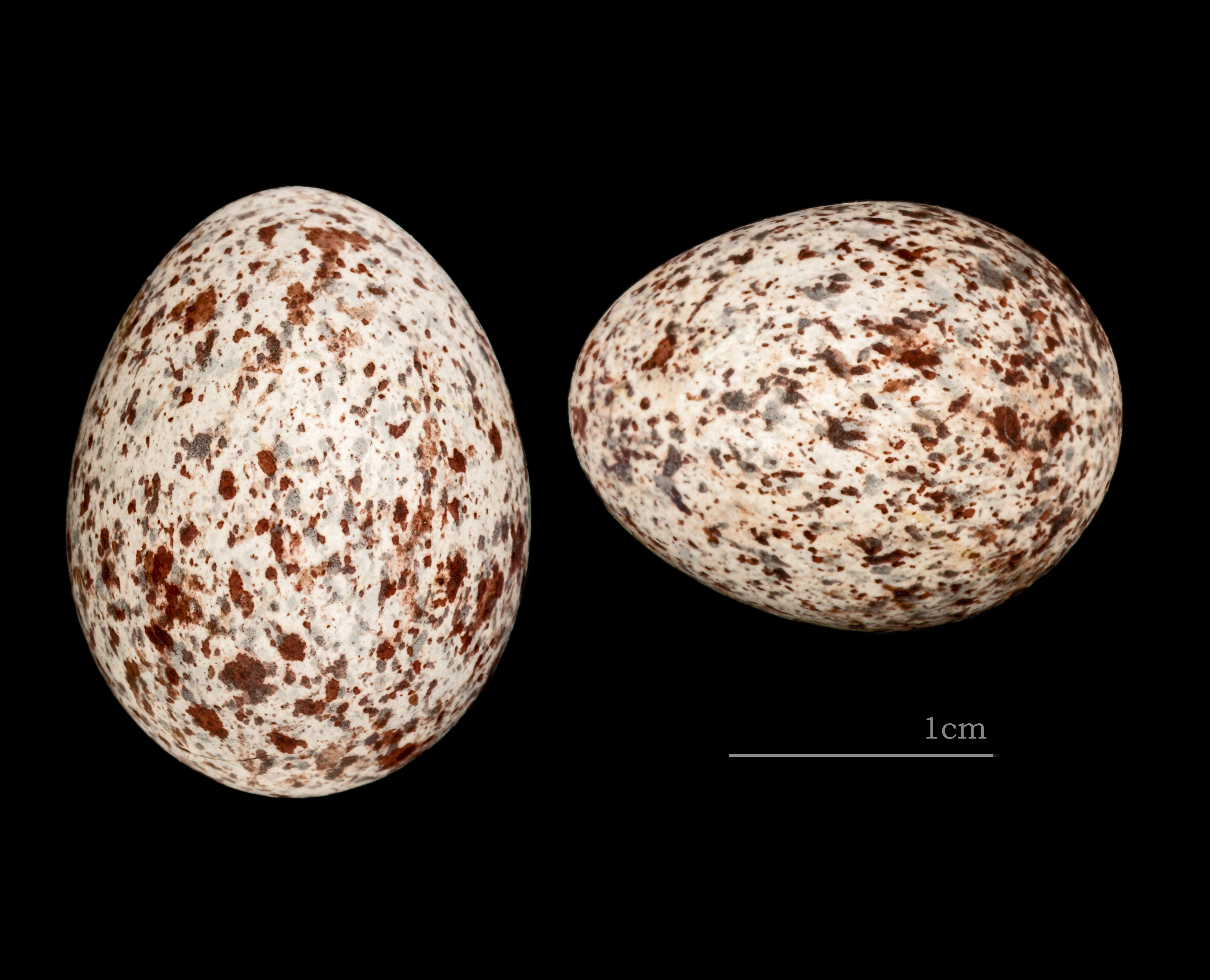
Pycnonotus barbatus barbatus

非洲羽須鵯是留鳥，廣泛分佈在南非東部。它們棲息在林地、海岸叢林、河岸叢林、山區叢林及混合農地，也有住在花園及公園的。
非洲羽須鵯主要於9月至12月繁殖。其鳥巢較為堅硬，壁厚及呈杯狀。它們會在小樹或灌木的多葉樹枝上築巢。它們每次會生2-3隻蛋。斑翅鳳頭鵑會寄生在它們當中。

## 行為及食性
非洲羽須鵯一般是成對或以小群生活。它們傾向留在樹頂。它們很是活躍及嘈吵。
非洲羽須鵯主要吃果實、花蜜及昆蟲。

## 外部連結
- Internet Bird Collection （页面存档备份，存于）